# Bozhou
Bozhou (xinès: 亳州; pinyin: Bózhōu) és una ciutat a nivell de prefectura al nord-oest de la província d'Anhui, a la República Popular de la Xina. Limita amb Huaibei al nord-est, Bengbu al sud-est, Huainan al sud, Fuyang al sud-oest i Henan al nord. La seva població era de 4.996.844 al cens del 2020, dels quals 1.537.231 vivien a l'àrea urbanitzada formada pel districte urbà de Qiaocheng, tot i que el comtat continua sent en gran part rural.
La ciutat es troba en dues rutes principals dels ferrocarrils xinesos que van des de la capital Pequín cap al sud i des de l'est fins a Xangai, que faciliten el transport fàcil de mercaderies i persones.
La població de Bozhou actualment se situa al voltant dels tres milions, cosa que la fa petita per als estàndards xinesos. Tot i que Bozhou s'està desenvolupant i expandint actualment, encara té poques marques reconegudes internacionalment amb seu a la ciutat.

## Història

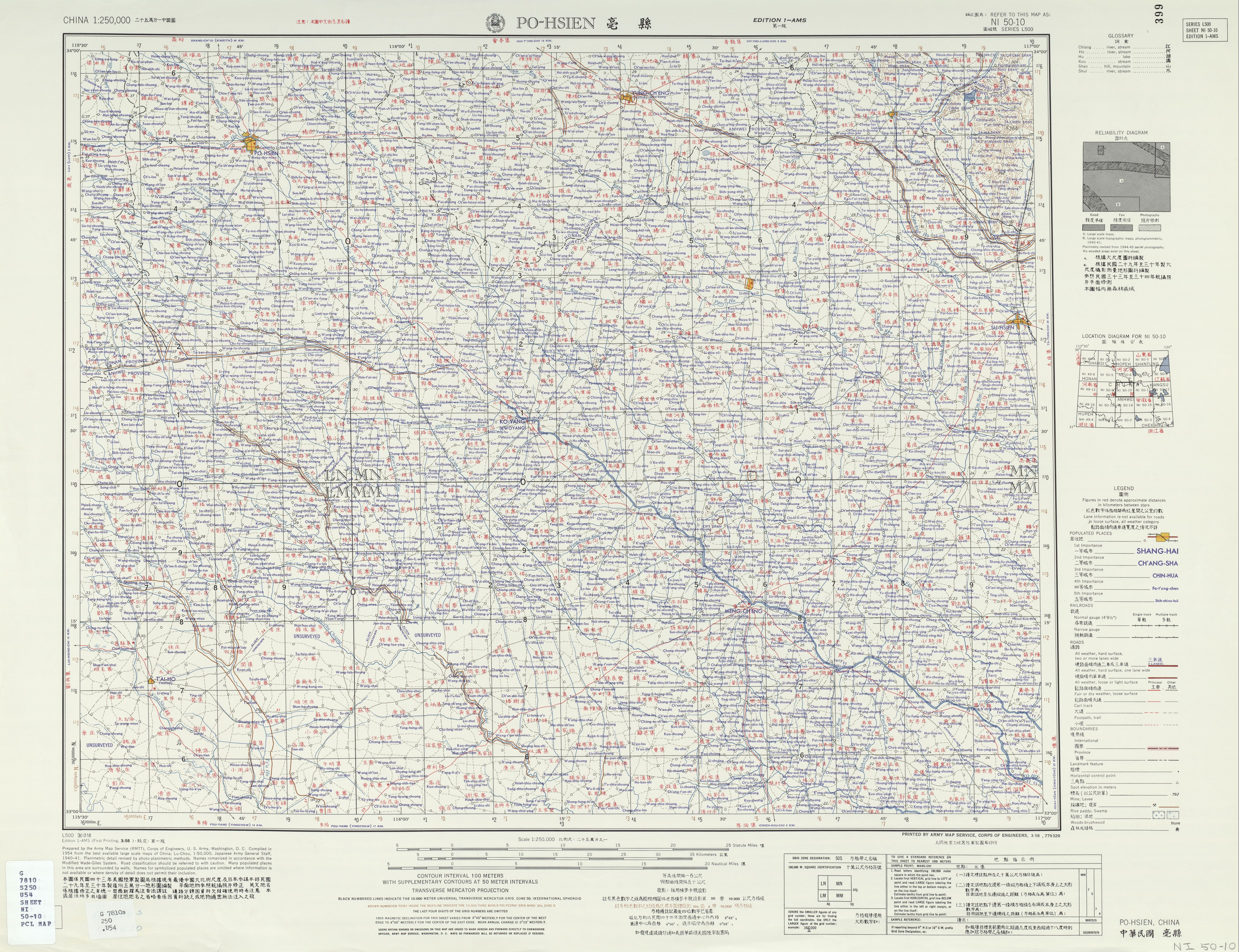
Mapa que inclou el comtat de Bo (etiquetat com a PO-HSIEN Bo County) (AMS, 1954)

Bozhou va ser, a més de ser una prefectura durant la dinastia Tang, una vegada la Comanderia Qiao (xinès: 谯郡) a l'època de la dinastia Sui.
El 1355, durant la dinastia Yuan, Han Lin'er (韓林兒) va ser proclamat per Liu Futong (劉福通) com a emperador del Gran Song (大宋, una referència a l'extinta dinastia Song) amb l'any regnal Longfeng (龍鳳; 'drac i fenghuang'). Chao va ser sobrenomenat "El petit rei Ming" (小明王).
El 1368, la prefectura de Bo va ser rebaixada d'estatus i es va convertir en un comtat. El 1496, es va convertir de nou en una prefectura/Fu i després es va reduir a un comtat el 1912 (després de la revolució de 1911) quan es va convertir en el comtat de Bo. El maig de 1986, es va convertir en una ciutat a nivell de comtat administrada per la prefectura de Fuyang (阜阳地区). El 1996, Bozhou es va convertir en una ciutat d'administració directa provincial (省直辖市), sota el control de la ciutat de Fuyang en nom de la província. La província administra directament Bozhou des del febrer de 1998. El juny de 2000, Bozhou es va convertir en una ciutat a nivell de prefectura.

## Geografia i clima
Bozhou presenta un clima subtropical humit (Köppen Cwa) influenciat pel monsó amb quatre estacions diferents. Amb una temperatura mitjana anual de 15,06 °C, la temperatura mitjana mensual de 24 hores oscil·la entre 0,9 °C al gener i 27,5 °C a l'agost. Els hiverns són humits i freds (encara que les precipitacions són escasses) mentre que els estius són calorosos i humits. Les precipitacions es concentren molt en els mesos més càlids, ja que més de la meitat de les pluges anuals es produeixen de juny a agost. Amb un percentatge mensual de sol possible que va des del 46% al gener i març fins al 54% al maig, la ciutat rep 2.242 hores de sol anualment.

## Administració
La ciutat-prefectura de Bozhou administra actualment 4 divisions a nivell de comtat, incloent 1 districte i 3 comtats:
- Districte de Qiaocheng
- Comtat de Guoyang
- Comtat de Lixin
- Comtat de Mengcheng

| Mapa                                                                  | Mapa              | Mapa           | Mapa            | Mapa             | Mapa            |
| --------------------------------------------------------------------- | ----------------- | -------------- | --------------- | ---------------- | --------------- |
| Qiaocheng Comtat de · Guoyang Comtat de · Mengcheng Comtat de · Lixin |                   |                |                 |                  |                 |
| Subdivisió                                                            | Xinès simplificat | Pinyin         | Població (2020) | Superfície (km²) | Densitat (/km²) |
| Ciutat pròpiament dita                                                |                   |                |                 |                  |                 |
| Districte de Qiaocheng                                                | 谯城区            | Qiáochéng Qū   | 1.537.231       | 2.266            | 678,4           |
| Rural                                                                 |                   |                |                 |                  |                 |
| Comtat de Lixin                                                       | 利辛县            | Lìxīn Xiàn     | 1.187.254       | 2.012            | 590,1           |
| Comtat de Guoyang                                                     | 涡阳县            | Guōyáng Xiàn   | 1.170.719       | 2.111            | 554,5           |
| Comtat de Mengcheng                                                   | 蒙城县            | Mĕngchéng Xiàn | 1.101.640       | 2.141            | 514,5           |
| Total                                                                 | Total             | Total          | 4.996.844       | 8.530            | 585,8           |